# World Games 2022/Teilnehmer (Katar)
| Gelbes Symbol für Goldmedaillen mit stilisierten Olympischen Ringen | Graues Symbol für Silbermedaillen mit stilisierten Olympischen Ringen | Braundes Symbol für Bronzemedaillen mit stilisierten Olympischen Ringen |
| ------------------------------------------------------------------- | --------------------------------------------------------------------- | ----------------------------------------------------------------------- |
| —                                                                   | 1                                                                     | —                                                                       |

Katar nahm an den World Games 2022 mit 12 Athleten (alle Männer) teil.

## Medaillenspiegel
| Rang   | Sportart      | Gold | Silber | Bronze | Gesamt |
| ------ | ------------- | ---- | ------ | ------ | ------ |
| 1      | Beachhandball | –    | 1      | –      | 1      |
| Gesamt | Gesamt        | 0    | 1      | 0      | 1      |

## Teilnehmer nach Sportarten

### Beachhandball
| Wettbewerb    | Männer |
| ------------- | --- |
| Athleten      | Mohsen al-Yafeai Mutasem Amohamed Amir Denguir Mohamed Hassan Hani Kakhi Sid Kenaoui Ali Mohamed Abdulrazzaq Murad Mohamed Saleh Mohamed Soussi |
| Vorrunde      | Neuseeland 2:0 Kroatien 2:0 |
| Zwischenrunde | Argentinien 2:0 Puerto Rico 2:0 |
| Halbfinale    | Brasilien 2:1 |
| Finale        | Kroatien 1:2 |
| Platzierung   | Silber |

### Billard
| Athleten       | Wettbewerb | Achtelfinale              | Achtelfinale | Viertelfinale | Viertelfinale | Halbfinale    | Halbfinale    | Spiel um Platz 3 | Spiel um Platz 3 | Rang |
| Athleten       | Wettbewerb | Gegner                    | Ergebnis     | Gegner        | Ergebnis      | Gegner        | Ergebnis      | Gegner           | Ergebnis         | Rang |
| -------------- | ---------- | ------------------------- | ------------ | ------------- | ------------- | ------------- | ------------- | ---------------- | ---------------- | ---- |
| Männer         |            |                           |              |               |               |               |               |                  |                  |      |
| Ali Al Obaidli | Snooker    | Taweesap Kongkitchertchoo | 3:0          | Umut Dikme    | 3:1           | Cheung Ka Wai | 0:3           | Darren Morgan    | 2:3              | 4    |
| Ahmed Saif     | Snooker    | Antoni Kowalski           | 0:3          | ausgeschieden | ausgeschieden | ausgeschieden | ausgeschieden | ausgeschieden    | ausgeschieden    | 9    |